# یواس‌اس سنکا (اس‌پی-۴۲۷)
یواس‌اس سنکا (اس‌پی-۴۲۷) (به انگلیسی: USS Seneca (SP-427)) یک کشتی بود که طول آن ۱۵۰ فوت (۴۶ متر) بود. این کشتی در سال ۱۸۸۸ ساخته شد.